# Championnat du monde de Rubik's cube 2007
Navigation
Édition précédente Édition suivante
Le championnat du monde de Rubik's cube 2007, organisé par la WCA, s'est déroulé à Budapest (Hongrie) du 5 au 7 octobre 2007.
Cette compétition aura accueilli 214 participants et 28 pays différents. 

## Résultats
| Épreuves                                                      | Or                         | Argent           | Bronze          |
| ------------------------------------------------------------- | -------------------------- | ---------------- | --------------- |
| Rubik's cube                                                  | Yu Nakajima                | Andrew Kang      | Mitsuki Gunji   |
| 2x2x2                                                         | Łukasz Ciałoń              | Milán Baticz     | Mátyás Kuti     |
| 4x4x4                                                         | Mátyás Kuti                | Milán Baticz     | Erik Akkersdijk |
| 5x5x5                                                         | Mátyás Kuti                | Frédérick Badie  | Takayuki Ookusa |
| 3x3x3 à l'aveugle                                             | Rafał Guzewicz             | Shotaro Makisumi | Tyson Mao       |
| 3x3x3 résolution optimisée                                    | Zbigniew Zborowski         | Piotr Kózka      | Yumu Tabuchi    |
| 3x3x3 à une main                                              | Ryan Patricio              | Milán Baticz     | Dan Dzoan       |
| 3x3x3 avec les pieds                                          | Anssi Vanhala              | Erik Akkersdijk  | Oliver Wolff    |
| Megaminx                                                      | Erik Akkersdijk            | Stefan Pochmann  | Stefan Łapicki  |
| Pyraminx                                                      | Grzegorz Łuczyna           | Piotr Kózka      | Mátyás Kuti     |
| Rubik's Clock                                                 | Ernesto Fernández Regueira | Mitsuki Gunji    | Mátyás Kuti     |
| Square-1                                                      | Grzegorz Prusak            | Lars Vandenbergh | Michał Robaczyk |
| 4x4x4 à l'aveugle                                             | Chris Hardwick             | Dror Vomberg     | Yumu Tabuchi    |
| 5x5x5 à l'aveugle                                             | Bernett Orlando            |                  |                 |
| Rubik's Magic                                                 | Róbert Örkényi             | Mátyás Kuti      | Tim Reynolds    |
| Master Magic                                                  | Máté Horváth               | Mátyás Kuti      | Bálint Horváth  |
| Rubik's Cube : résolution multiple à l'aveugle (à l'ancienne) | Rafał Guzewicz             | Bernett Orlando  | Sinpei Araki    |

## Tableau des médailles
| Rang  | Nation     | Or | Argent | Bronze | Total |
| ----- | ---------- | -- | ------ | ------ | ----- |
| 1     | Pologne    | 6  | 3      | 2      | 11    |
| 2     | Hongrie    | 4  | 5      | 4      | 13    |
| 3     | États-Unis | 2  | 1      | 3      | 6     |
| 4     | Japon      | 1  | 2      | 5      | 8     |
| 5     | Pays-Bas   | 1  | 1      | 1      | 3     |
| 6     | Inde       | 1  | 1      | 0      | 2     |
| 7     | Finlande   | 1  | 0      | 0      | 1     |
| 7     | Espagne    | 1  | 0      | 0      | 1     |
| 9     | Allemagne  | 0  | 1      | 1      | 2     |
| 10    | France     | 0  | 1      | 0      | 1     |
| 10    | Israël     | 0  | 1      | 0      | 1     |
| Total | Total      | 17 | 16     | 16     | 49    |